# 奥山盛昭
奥山 盛昭（おくやま もりあき/もりちか、生没年不詳）は、戦国時代から安土桃山時代にかけての武将、大名。佐久間盛重（大学允）の子。佐久間氏の一族だが、先祖のゆかりの地である越後国奥山荘（現新潟県胎内市）の地名を取って奥山姓を名乗った。通称弥太郎、重定、佐渡守とも 。

## 略歴
永禄3年（1560年）桶狭間の戦いで武功を立てた。
丹羽長秀に仕えたが、天正13年（1585年）に丹羽長重の国替えの際に豊臣秀吉直属に召し出され越前国内に1万1000石を与えられた。
その後、秀吉に従って九州征伐や小田原征伐に従軍した。
小田原征伐の後、北条氏に仕えていた同族の佐久間安政・勝之兄弟が野に潜伏していたが、盛昭は秀吉の命によって兄弟を仕官させる説得にあたった。これは盛昭の姉（または妹）が兄弟の長兄佐久間盛政の妻であり、また父盛重が兄弟の父盛次の従兄であった縁による。
文禄の役の参加後に、死去した。遺領は正之が継いだ。正之の兄の重成は江戸幕府政権下で幕府旗本となった。
子に重成、正之 。